# ستان جونز
ستان جونز (بالإنجليزية: Stan Johns) (28 يونيو 1924 بليفربول في المملكة المتحدة - 1985) هو لاعب كرة قدم بريطاني (وحمل سابقاً جنسية المملكة المتحدة لبريطانيا العظمى وأيرلندا) في مركز الهجوم. لعب مع وست هام يونايتد وSouth Liverpool F.C. ‏.